# Andesibis
De andesibis (Theristicus branickii) is een vogel uit de familie van de ibissen en lepelaars (Threskiornithidae). De wetenschappelijke naam van de soort is gepubliceerd in 1894 door Berlepsch en Stolzmann.

## Verspreiding en leefgebied
De soort komt voor in de Andes van Ecuador tot het noorden van Chili en Bolivia.

## Taxonomie
De andesibis is een afgesplitste soort van de soort Theristicus melanopis.